# Tiltil
Tiltil is een gemeente in de Chileense provincie Chacabuco in de regio Región Metropolitana. Tiltil telde 19.312 inwoners in 2017 en heeft een oppervlakte van 653 km².

## Foto's

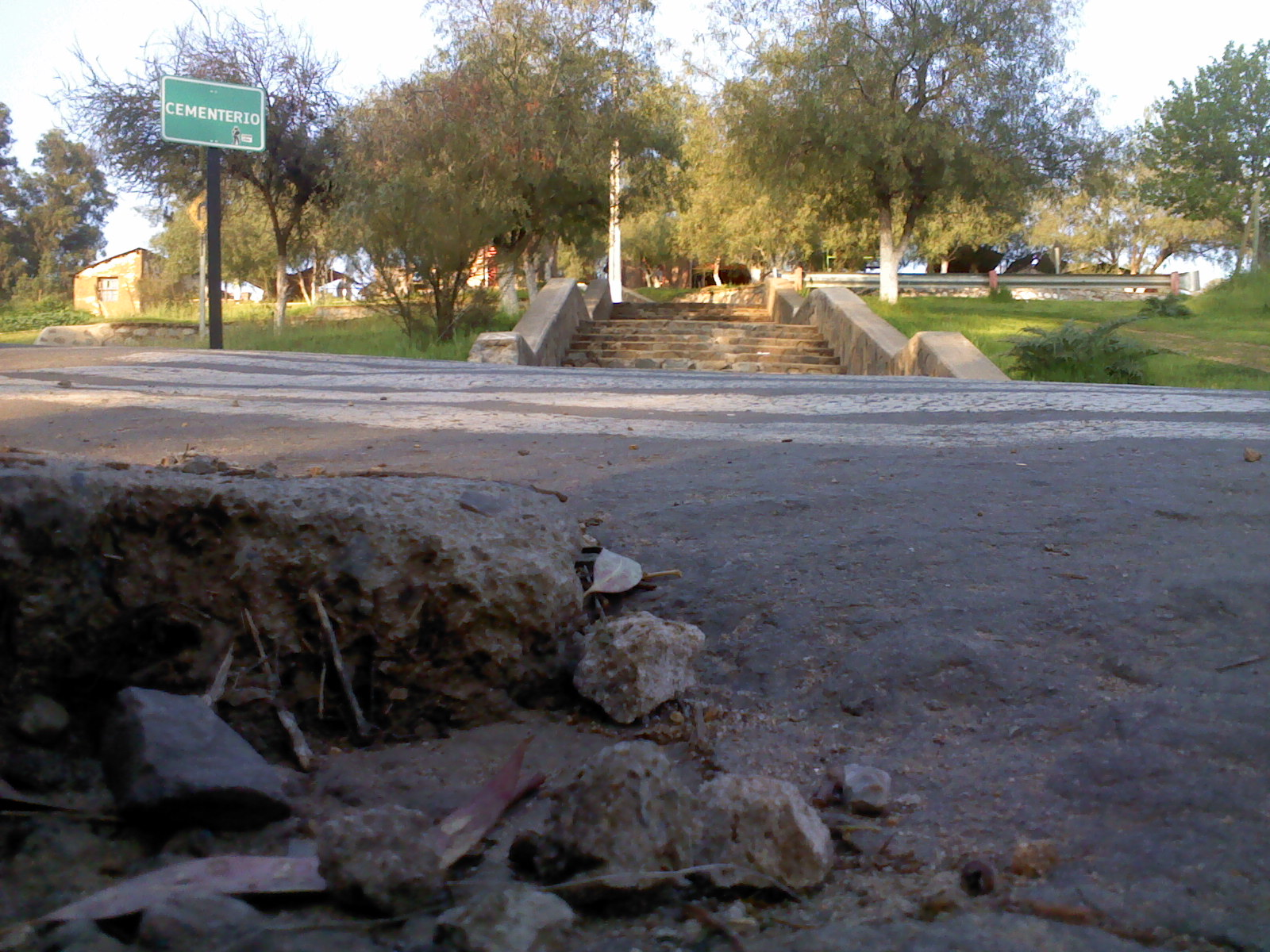